# Acción Popular Revolucionaria Ecuatoriana
Acción Popular Revolucionaria Ecuatoriana (APRE) fue un partido político ecuatoriano de corte populista formado por José Hanna Musse y posteriormente controlado por Frank Vargas Pazzos.

## Historia
En 1970, para las elecciones seccionales de ese año, varios excolaboradores y partidarios del exlíder de Concentración de Fuerzas Populares, Carlos Guevara Moreno, formaron un partido de corte personalista para Guevara bajo el nombre Partido Nacional Guevarista, siendo su líder José Hanna Musse. Posteriormente, durante el proceso del retorno de la democracia cambió su nombre a Acción Popular Revolucionaria Ecuatoriana, formando parte Hanna de la Primera Comisión de Reestructuración Jurídica del Estado.
En las elecciones presidenciales de Ecuador de 1978-1979, formó parte del Frente Nacional Constitucionalista quedando su candidato Sixto Durán-Ballén en el 2.º puesto. Obtuvo la alcaldía de Guayaquil para el periodista Antonio Hanna Musse. En las elecciones presidenciales de Ecuador de 1984 apoyaron la candidatura de Rodrigo Borja.
En las elecciones presidenciales de Ecuador de 1988, el APRE tuvo su participación política más importante, al candidatear al general Frank Vargas Pazzos, protagonista del Taurazo y opositor del presidente León Febres-Cordero Ribadeneyra, formando la alianza Unión Patriótica del Pueblo con el Partido Socialista Ecuatoriano y el Partido Liberación Nacional, obteniendo el 4.º lugar en las elecciones, posicionando a Vargas como el líder del partido desplazando a Hanna. Vargas fue candidato presidencial en las 2 siguientes elecciones, de 1992 y 1996 obteniendo malos resultados.
El APRE obtuvo por primera vez 2 escaños legislativos en las elecciones legislativas de Ecuador de 1994 y nuevamente en las elecciones legislativas de Ecuador de 1996. En 1996, el APRE llegó a un acuerdo político con el presidente Abdalá Bucaram, formando parte del gobierno al ser nombrado Vargas Pazzos como Ministro de Gobierno. El APRE mantuvo el acuerdo político con el Partido Roldosista Ecuatoriano tras el derrocamiento de Bucaram, auspiciando en alianza con el PRE y la Unión Popular Latinoamericana la candidatura de Álvaro Noboa en las elecciones presidenciales de Ecuador de 1998 obteniendo el 2.º lugar con un muy estrecho margen de diferencia con Jamil Mahuad. El APRE perdió mucha influencia  posterior a estas elecciones y fue disuelto en el año 2000.

## Resultados electorales

### Elecciones presidenciales
| Año  | Candidatos            | Candidatos            | 1.ª vuelta            | 1.ª vuelta            | 2.ª vuelta            | 2.ª vuelta            | Resultado             | Notas                                                                         |
| Año  | Presidente            | Vicepresidente        | Votos                 | %                     | Votos                 | %                     | Resultado             | Notas                                                                         |
| ---- | --------------------- | --------------------- | --------------------- | --------------------- | --------------------- | --------------------- | --------------------- | ----------------------------------------------------------------------------- |
| 1979 | Sixto Durán Ballén    | José Icaza Roldós     | 328 461               | 23.86 %               | 471 657               | 31.51 %               | 2.º lugar             | Parte de Frente Nacional Constitucionalista                                   |
| 1984 | No presentó candidato | No presentó candidato | No presentó candidato | No presentó candidato | No presentó candidato | No presentó candidato | No presentó candidato | No presentó candidato                                                         |
| 1988 | Frank Vargas Pazzos   | Enrique Ayala Mora    | 384 189               | 12.63 %               | -                     | -                     | 4.º lugar             | Parte de Unión Patriótica del Pueblo                                          |
| 1992 | Frank Vargas Pazzos   | Alfredo Larrea        | 107 804               | 3.15 %                | -                     | -                     | 5.º lugar             |                                                                               |
| 1996 | Frank Vargas Pazzos   | Leonardo Vicuña       | 187 935               | 4,93 %                | -                     | -                     | 5.º lugar             |                                                                               |
| 1998 | Álvaro Noboa          | Alfredo Castillo      | 1 022 667             | 26,61 %               | 2 140 628             | 48,83 %               | 2.º lugar             | En alianza con Partido Roldosista Ecuatoriano y Unión Popular Latinoamericana |

Fuente